# Marian Kolasa
Marian Kolasa (ur. 12 sierpnia 1959 w Gdańsku) – polski lekkoatleta, tyczkarz. Starszy brat tyczkarzy Ryszarda i Adama.

## Kariera
Uczestnik Igrzysk Olimpijskich w Seulu w 1988, gdzie po zakwalifikowaniu się do finału nie zaliczył w nim żadnej wysokości (podobnie jak jego kolega z reprezentacji Mirosław Chmara). Dwukrotny medalista halowych mistrzostw Europy. W latach 1980–1987 siedem razy stawał na podium mistrzostw Polski (w tym dwa złote medale: 1985, 1987). W 1986, 1987 oraz 1990 zdobywał złote medale halowych mistrzostw kraju. 10 razy bronił barw narodowych w meczach międzypaństwowych. Dwukrotny rekordzista Polski w skoku o tyczce. Jako zawodnik reprezentował m.in. Lechię Gdańsk i Bałtyk Gdynia.

## Rekordy życiowe
- skok o tyczce (stadion) – 5,80 m (1 września 1985, Kamp-Lintfort i 5 września 1987, Rzym)
- skok o tyczce (hala) – 5,81 m (13 lutego 1986, Praga) – 6. wynik w historii polskiej lekkoatletyki[1]

## Osiągnięcia
| Rok  | Impreza                   | Miejsce      | Lokata     | Wynik |
| ---- | ------------------------- | ------------ | ---------- | ----- |
| 1984 | Halowe mistrzostwa Europy | Göteborg     | 6. miejsce | 5,50  |
| 1984 | Przyjaźń 84               | Moskwa       | 5. miejsce | 5,50  |
| 1985 | Światowe igrzyska halowe  | Paryż        | 4. miejsce | 5,50  |
| 1986 | Halowe mistrzostwa Europy | Madryt       | 2. miejsce | 5,70  |
| 1987 | Halowe mistrzostwa świata | Indianapolis | 5. miejsce | 5,75  |
| 1987 | Halowe mistrzostwa Europy | Liévin       | 3. miejsce | 5,80  |
| 1987 | Mistrzostwa świata        | Rzym         | 4. miejsce | 5,80  |
| 1988 | Igrzyska olimpijskie      | Seul         |            | NM    |
| 1989 | Halowe mistrzostwa Europy | Haga         | 4. miejsce | 5,60  |